# Agapetes pseudogriffithii
Agapetes pseudogriffithii är en ljungväxtart som beskrevs av Airy Shaw. Agapetes pseudogriffithii ingår i släktet Agapetes och familjen ljungväxter. Inga underarter finns listade i Catalogue of Life.